# 오태주
오태주(吳泰周, 1668년 ∼ 1716년)는 조선의 문신이자 조선 제18대 왕 현종의 부마이다. 본관은 해주(海州). 자는 도장(道長), 호는 취몽헌(醉夢軒), 시호는 문효(文孝)다.

## 생애
오태주는 해주 오씨 시조 오인유(吳仁裕)의 18세손으로, 고조부는 병마절도사 오정방(吳定邦)이고, 증조부는 종친부전적(宗親府典籍) 오사겸(吳士謙)이며, 할아버지는 이조판서 오상(吳翔), 아버지는 판서 오두인(吳斗寅)이다.
12세인 1679년(숙종 5) 현종의 딸인 명안공주(明安公主)와 혼인하여 해창위(海昌尉)에 봉해졌고, 명덕대부(明德大夫)의 위계를 받았다. 이후 광덕대부(光德大夫)로 품계가 올랐고, 오위도총부도총관(五衛都摠府都摠管)·조지서제조(造紙署提調)·귀후서제조(歸厚署提調) 등을 역임하였다.
1689년 희빈장씨(禧嬪張氏) 소생 왕자를 세자로 책봉하려는 숙종과 남인에 대하여 노론의 송시열(宋時烈) 등이 반대운동을 일으키자, 이에 찬동하여 책봉을 반대하는 의견을 상계했다가 관작이 일시적으로 삭탈되었으나, 왕명에 의하여 직첩이 환급되기도 했다.
글씨를 잘 썼으며, 특히 예서에 능하였다. 1712년에는 청나라 사신이 국왕과 대신의 시가 담긴 병풍을 원하자 그것을 서사(書寫)하기도 하였고, 왕실의 옥책(玉冊)과 신판(神板)·유지(幽誌) 등을 많이 썼다. 또한 시문에도 능하여 숙종의 많은 총애를 받았다. 전하는 묵적으로는 행서체로 쓴 간찰이 다소 있으며, 금석문으로는 「오두인석비(吳斗寅石碑)」 등이 있다.
1716년(숙종 42년) 해창위(海昌尉) 오태주(吳泰周)가 49세의 나이로 졸(卒)하였다. 오태주는 성품이 본디 평온하고 조용하여 사치한 것을 좋아하지 않았고, 예서(隷書)에 능하여 오직 글을 가지고 스스로 즐겼다. 기사환국을 겪고부터 더욱 스스로 경계하여 의복·거처는 품질이 좋고 사치한 버릇을 없앴다. 임금의 권우(眷遇)가 매우 지극하였는데 죽으니, 왕이 슬퍼하여 친히 글을 지어서 제사하였다. 시호는 문효(文孝)이다.

## 가족 관계
- 고조부 : 오정방(吳定邦, 1552년 ∼ 1625년)
- 고조모 : 평산 신씨(平山申氏, 1550년 ~ 1628년) 신수미(申壽眉)의 딸
  - 증조부 : 오사겸(吳士謙)
  - 증조모 : 전주 이씨(全州李氏) - 한성 서윤(漢城庶尹) 이시중(李時中)의 딸, 세종의 6대손
    - 조부 : 오상(吳翔)
    - 조모 : 정경부인(貞敬夫人) 고성 이씨(固城李氏) - 병조 참판(兵曹參判) 이성길(李成吉)의 딸
      - 부 : 오두인(吳斗寅)

    - 외조부 : 황연(黃埏)
      - 모 : 정경부인(貞敬夫人) 상주 황씨(尙州黃氏) - 부사(府使) 황연(黃埏)의 딸
      - 처부 : 제18대 현종대왕(顯宗大王, 1641~1674, 재위 1660~1674)
      - 처모 : 명성왕후 청풍 김씨(明聖王后 淸風 金氏, 1642~1684)
        - 처형 : 명선공주(明善公主, 1660~1673)
        - 처남 : 제19대 숙종대왕(肅宗大王, 1661~1720, 재위 1674~1720)
        - 처형 : 명혜공주(明惠公主, 1665∼1673)
        - 배우자 : 명안공주(明安公主, 1667년 ~ 1687년)
          - 양자 : 문목공 오원(文穆公 吳瑗, 1700 ~ 1740) - 오진주의 아들
            - 손자 : 오재순(吳載純, 1727년 ~ 1792년)

        - 형 : 오관주(吳觀周)
        - 동생 : 오진주(吳晉周)
        - 동생 : 오이주(吳履周)

## 같이 보기
- 취몽헌 오태주 묘역